# Kryoplanation
Kryoplanation ist ein Fachbegriff der Geografie, der sich aus den folgenden Wortteilen zusammensetzt:
- „Kryo“, von Griechisch κρύος [kryos] „kalt“ und
- „Planation“, was im geografischen Sinne eine Planierung, also eine einebnende Abtragung beschreibt.[1]

Ein Synonym ist der Terminus „Altiplanation“, dessen Beginn vom lateinischen Adjektiv „altus“ (hoch, erhaben) abgeleitet ist.
Ein weiterer Ausdruck mit vergleichbarer Bedeutung ist „Gole(t)z-Einebnung“, der jedoch mehr für eher kleinräumige Abstufungen der Berghänge im Ural und in Sibirien verwendet wird. Dieser Name geht auf das russische Wort „Гольцы“ (von Russisch goly für nackt, kahl) zurück, das als Namensbestandteil vieler Berge und quasi als allgemeiner Oberbegriff verwendet wird.
Bei häufigem Frostwechsel taut Eis in zunächst feinen Gesteinsrissen und gefriert wieder. Beim Ausdehnen des Wassers wird so das Gestein durch Frostsprengung aufgebrochen, und es entstehen immer tiefer werdende Klüfte. Loses Material wird durch weitere Verwitterungsprozesse noch mehr zerkleinert und schließlich durch Bodenfließen (Solifluktion) bergab abtransportiert.

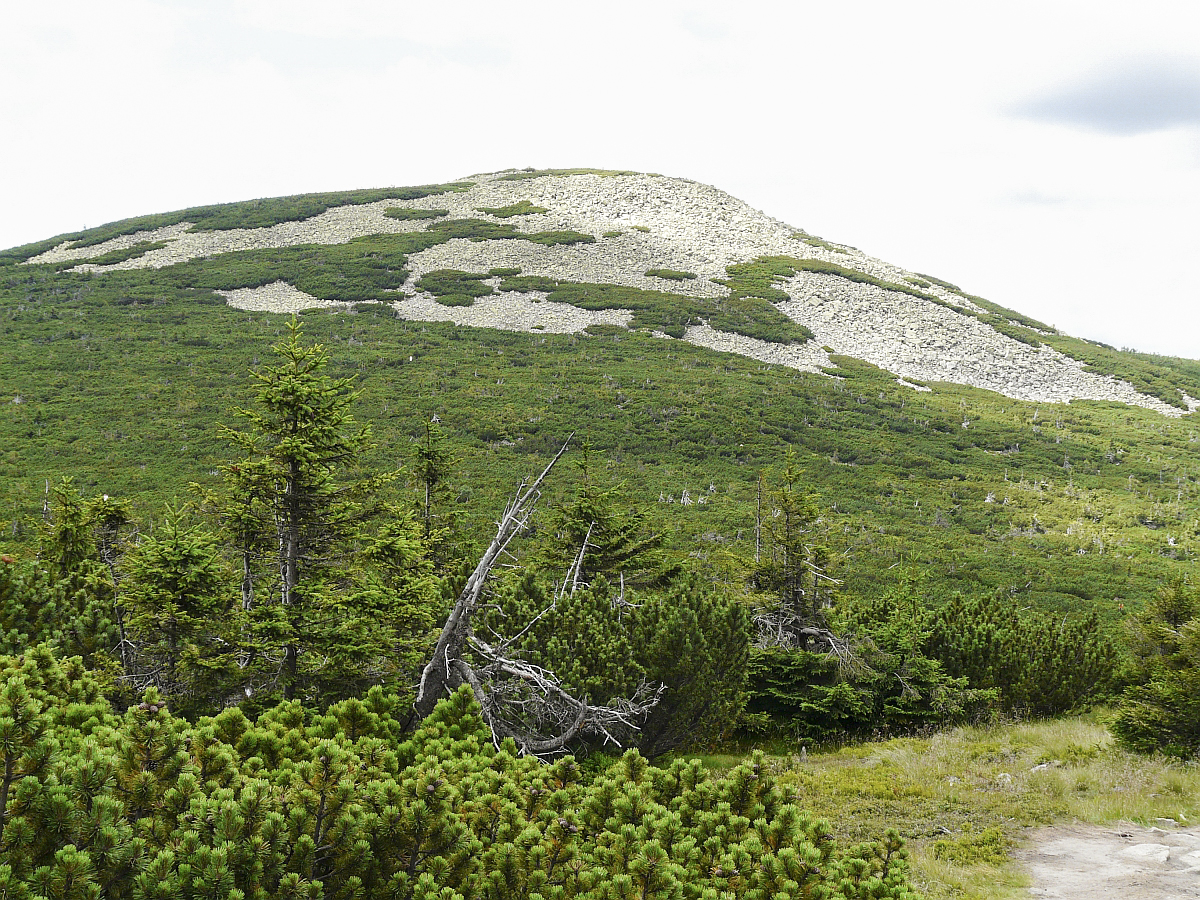
Der von Geröll bedeckte Gipfel der Kleinen Sturmhaube

Die großflächige Abtragung, allgemein Denudation genannt, fand besonders unter periglazialen Bedingungen während der verschiedenen Eiszeitalter statt und führte zu einer Verflachung des Geländes, das von kryoplanischen Terrassen und Blockhalden geprägt ist. Im weiteren Verlauf dieser erosiven Vorgänge entstehen begünstigt durch Nivation Mulden und Senken, oder es kommt zur Bildung von Terrassen, die parallel zum Hang verlaufen.
Beispielhaft für eine so entstandene Landschaft ist das Riesengebirge mit seinen sanft gerundeten Kuppen, Felsenmeeren und frei stehenden Felsaufschlüssen. Ähnliche Beispiele finden sich auch in anderen erdgeschichtlich alten Gebirgen, wie im Sajangebirge oder der Bergregion Daurien im Osten Russlands.